# Fuentes de Ayódar
Fuentes de Ayódar là một đô thị trong tỉnh Castellón, Cộng đồng Valencia, Tây Ban Nha. Đô thị Fuentes de Ayódar có diện tích 10,9 km², dân số theo điều tra năm 2010 của Viện thống kê quốc gia Tây Ban Nha là 142 người. Đô thị Fuentes de Ayódar nằm ở khu vực có độ cao 505 mét trên mực nước biển.